# Here and There
Albums de Elton John
Rock of the Westies
(1975) Blue Moves
(1976)
Here and There est un album live d'Elton John, sorti en 1976.
L'album reprend deux concerts : le premier donné le 18 mai 1974 au Royal Festival Hall de Londres (« Here »), et le second le 28 novembre 1974 au Madison Square Garden de New York (« There »). Ce deuxième concert est marqué par la présence de John Lennon sur scène aux côtés d'Elton John pour trois chansons. Les deux hommes avaient parié sur le succès de la chanson de Lennon Whatever Gets You Thru the Night, ce dernier promettant de monter sur scène avec Elton si jamais elle se classait no 1 des ventes, ce qui se produisit.
L'album original ne contient que neuf titres provenant de ces deux concerts. La réédition CD parue chez Mercury en 1995, puis Rocket en 1996, compte vingt-cinq chansons pour une durée de près de trois fois supérieure. On y trouve notamment les trois chansons interprétées avec John Lennon à New York.

## Titres
Toutes les chansons sont écrites par Bernie Taupin et composées par Elton John, sauf mention contraire.

### Albums original

#### Face 1 («Here»)
1. Skyline Pigeon – 4:34
2. Border Song – 3:18
3. Honky Cat – 7:15
4. Love Song (Lesley Duncan) – 5:25
5. Crocodile Rock – 4:15

#### Face 2 («There»)
1. Funeral for a Friend / Love Lies Bleeding – 11:11
2. Rocket Man (I Think It's Going to Be a Long, Long Time) – 5:13
3. Bennie and the Jets – 6:09
4. Take Me to the Pilot – 5:48

### Réédition

#### CD 1 («Here»)
1. Skyline Pigeon – 5:41
2. Border Song – 3:27
3. Take Me to the Pilot – 4:33
4. Country Comfort – 6:44
5. Love Song (Duncan) – 5:03
6. Bad Side of the Moon – 7:54
7. Burn Down the Mission – 8:25
8. Honky Cat – 7:04
9. Crocodile Rock – 4:08
10. Candle in the Wind – 3:57
11. Your Song – 4:07
12. Saturday Night's Alright for Fighting – 7:09

#### CD 2 («There»)
1. Funeral for a Friend / Love Lies Bleeding – 11:53
2. Rocket Man (I Think It's Going to Be a Long, Long Time) – 5:03
3. Take Me to the Pilot – 6:00
4. Bennie and the Jets – 5:59
5. Grey Seal – 5:27
6. Daniel – 4:06
7. You're So Static – 4:32
8. Whatever Gets You Thru the Night (John Lennon) – 4:40 (avec John Lennon)
9. Lucy in the Sky with Diamonds (Lennon/McCartney) – 6:15 (avec John Lennon)
10. I Saw Her Standing There (Lennon/McCartney) – 3:17 (avec John Lennon)
11. Don't Let the Sun Go Down on Me – 5:57
12. Your Song – 3:58
13. The Bitch Is Back – 4:23

## Musiciens
- Elton John : chant, piano
- Davey Johnstone : guitares, mandoline, chœurs
- Dee Murray : basse, chœurs
- Nigel Olsson : batterie, chœurs
- Ray Cooper : percussions, orgue

## Personnel additionnel
- Lesley Duncan : chant sur Love Song
- John Lennon : chant et guitare sur Whatever Gets You Thru the Night, Lucy in the Sky with Diamonds et I Saw Her Standing There